# Dhoom 2
Dhoom 2 (Hindi: धूम 2, Urdu: ٢ ﺩﻬﻭﻡ,Telugu: ధూమ్ 2, Tamil: தூம் 2) är en Bollywoodfilm från 2006 regisserad av Sanjay Gadhvi, med Hrithik Roshan, Abhishek Bachchan, Aishwarya Rai, Uday Chopra och Bipasha Basu. Filmen är en uppföljare till succéfilmen från 2004, Dhoom. Filmen släpptes den 24 november 2006. Den här filmen har dubbats till Telugu och Tamil; dessa versioner utgavs samma dag som originalversionen där Hindi-Urdu talas.
Filmen är Gadhvis fjärde regissörsuppdrag efter Tere Liye (2000), Mere Yaar Ki Shaadi Hai (2002), och Dhoom (2004), och hans tredje med Yash Raj Films. Filmens musik komponerades av Pritam och texten skrevs av Sameer. Filmfotografer var Vikas Sivaraman och Nirav Shah; filmen redigerades av Rameshwar S. Bhagat. Dhoom 2 spelades delvis in i studio och i Indien, men också i Rio de Janeiro, Brasilien och Durban, Sydafrika. Dhoom 2 var den första Bollywood-filmen att spelas in i Rio de Janeiro.
Filmen är också noterbar för att dess soundtrack är det första i Indien att släppas på DVD tillsammans med andra ljudformat. Filmen släpptes på DVD med två skivor den 30 januari 2007.